# Кобецький Ромуальд Ілліч
Ромуальд (Роміель) Ілліч Кобецький (пол. Romuald Kobecki; 3 грудня 1823, Троки, Литовсько-Віленська губернія, Російська імперія — пом. 6 квітня 1911, Троки, Віленська губернія, Російська імперія) — другий трокський караїмський гахам, надвірний радник, професор Новогрудської гімназії.

## Життєпис
Караїмський рід Кобецького походить з Посволля. В кінці XVIII століття в Посволлі та його околицях спалахнула епідемія чуми, яка забрала багато життів тамтешньої караїмської громади. Одним з тих, що вижили був прадід Ромуальда Кобецький, який з єдиним сином переїхав у Троки.
Ромуальд Кобецький народився 3 грудня 1823 року в Троках. Навчався в караїмському мідраші, після закінчення якого вступив у 1-шу Віленську гімназію. Після отримання 1848 року атестата зрілості, через брак коштів для подальшого навчання змушений був викладати на дому в родині землевласників Богдановичів на Вітебщині. Тільки в 1850 році отримав змогу продовжити перерване навчання. Це були важкі часи в Росії, після європейської революції 1848 року були видані постанови, які ускладнювали вступ до університету. Але в лікарських відділеннях обмежень за кількістю студентів не було. У той час свого розквіту досяг Одеський Рішельєвський ліцей, на який не поширювалася квота. Тому Ромуальд Кобецький разом зі своїм колегою по гімназії та найкращим другом Станіславом Колковським виїхав з Вільно до Одеси. У 1850 році вступив на Камеральний Відділ, в програму якого входили природні, історичні, економічні науки та іноземні мови. Закінчив Ліцей Кобецький 1853 року з відзнакою, й, окрім цього, Сенатом Ліцею нагороджений золотою медаллю за наукову працю на задану тему з політичної економіки: «Значення Новоросійського краю в торгівлі зерном». Після повернення додому, Ромуальд не зміг розпочати свою педагогічну діяльність, тому що протягом двох років змушений був чекати отримання диплому. став першим з караїмів, який закінчив вищий навчальний заклад. Потрібно було очікувати появи спеціального Царського Указу, який би підтвердив повні права караїмів без жодних обмежень. І тільки в 1857 році Кобецький отримав запрошення в Новогрудок, де викладав в Шляхетському Інституті французьку мову, в гімназії природну історію, а по проходженню спеціального іспиту — польську мову.
У 1863 році Ромуальд Кобецький отримав відставку й того ж дня скоротили в Мозирі його друга Станіслава Колковського. Найближчим часом і гімназія в Новогрудку була закрита.
Після відставки Віленська Опікунська Рада високо оцінила педагогічні досягнення та великі знання Ромуальда Кобецького. Йому неодноразово пропонували зайняти посаду вчителя, якщо тільки він виїде з Росії, але Ромуальд вважав за краще залишитися в країні і тільки завдяки відносно ліберальним настроям у фінансовій адміністрації отримав посаду старшого помічника наглядача в 3-му Ковенськом окружному акцизному управлінні. Протягом тривалого періоду часу Ромуальд Кобецький залишався єдиним в губернії серед співробітників вище вказаної служби, хто мав університетський диплом. 
У 1894 році Р. І. Кобецький вийшов на пенсію. Акцизним інспектором працював в наступних містах Ковенщини: Сяди, Тельши, Шавли, Шадов, Кейдани, Відзи, Ракишки. Кобецький був шанованою людиною в польському суспільстві, як правило, землевласницьким, з яким, як власник заводу, мав постійний контакт.
Протягом всього свого життя підтримував близькі стосунки зі своїми співвітчизниками, цікавився усіма їхніми справами, часто відвідував Троки. Кобецький зіграв головну роль в житті не тільки польських караїмів, але і в Криму, як той, хто своїм прикладом вивів одноплемінників на новий шлях, шлях приєднання до європейської культури.
У 1902 році, після смерті Б. Каплановського, на прохання караїмів зайняв посаду Трокського гахама. На вище вказаній посаді Кобецького зайнявся організацією караїмських шкіл. 
Помер 6 квітня 1911 й був похований на старовинному караїмською кладовищі в Троках.

## Сім'я
Батько — Ілля Йосипович Кобецького, також мав дітей: Амалію, Батшева, Йосипа, Юліана, Ананія, Іполита-Ісаака.
Дружина — Сосоніт Лаврецька. Діти:
- Йосип (Йосип-Ромуальд) Ромуальдович Кобецький (1861, Троки - 1917, Київ) — гірничий інженер, професор прикладної геології в Києві[8][9][10].
- Беата Ромуальдівна Кобецька (1863-1941), була одружена з двоюрідним братом Еммануїлом Йосиповичем Кобецького (1863-1927), в міжвоєнний час колишнього віце-головою Віленської окружний контрольної палати[9].
- Еміль Ромуальдович Кобецький (1868-1943) — в 1889 році закінчив 1-шу Віленську гімназію[3], служив начальником 3-го відділу II департаменту Верховної контрольної палати Польщі[9]. Похований у Варшаві на мусульманському кавказькому кладовищі (надгробок не зберігся).